# Langue
Langue es un municipio del departamento de Valle en la República de Honduras.

## Toponimia
La palabra “Langue” es de origen náhuatl y lenca a la vez, debido a su conformación por un prefijo o sufijo de origen mexicano y lenca, Hondureño y cuyo significado es “Lugar de las Canas y Carrizos”. Las raíces indígenas de la palabra "langue", así como de su población son elocuentes, ya que tuvo su origen como pueblo de indios lencas, castellanizados posteriormente durante la colonia.

## Límites
| Orientación | Límite                                     |
| ----------- | ------------------------------------------ |
| Norte       | Municipio de Aramecina, Valle              |
| Norte       | Municipio de Curarén, Francisco Morazán    |
| Sur         | Municipio de Nacaome, Valle                |
| Este        | Municipio de San Francisco de Coray, Valle |
| Oeste       | Municipio de Goascorán, Valle              |
| Oeste       | Municipio de Aramecina, Valle              |

El Municipio de Langue tiene una extensión superficial de 136,1 km distribuidos en 216 localidades, 5 aldeas y 216 caseríos de los 156,6 km que tiene de extensión el Departamento de Valle, el Municipio de Langue representa el 8.7% del total de dicho territorio.

## Flora y Fauna
La flora es muy baja, pero podemos apreciar lo poco que tenemos principalmente en las zonas altas de las aldeas, donde el clima es más fresco. Fauna en el interior del municipio existen una variedad de animales domésticos, de carga o de trabajo y silvestres.

## Historia
El municipio de Langue limita al norte con los municipios de Aramecina, Curarén (en el departamento de Francisco Morazán) y San Francisco de Coray; al sur con los municipios de Nacaome y Goascorán; al este con San Francisco de Coray; al sur con los municipios de Coray y Nacaome nuevamente y al oeste con Goascorán y Aramecina de nuevo.
Langue es un pueblo antiguo del departamento de valle. Los testimonios de sus elegido datan de 1591, fecha en que fueron renovados el título del terreno de nuestra señora de Candelaria para ser el pueblo de San Antonio de Langue porque en tiempos de la colonia, eran corrientes que a la toponimia indígena se le agregara la toponimia agriográfica o sea el nombre de algún Santo.
Asentamientos de población indígena: la población de indios que constituían Langue desde su creación estuvo asentada en cuatro sedes diferentes los Amates, Nuestra señora de Caridad Ozacualpa de Langua y Tique, pueblo viejo (localizado en la aldea de Concepción de María) y, por último, en el lugar donde se encuentra en la actualidad.
La fecha de fundación de la ciudad de Langue es incierta.
El 7 de marzo de 1950 mediante acuerdo #101 que entró en vigencia el 15 de septiembre del mismo año, el gobierno del Dr. Juan Manuel Gálvez Durón eleva a la villa de Langue al rango de ciudad.
La localidad fue fundada a partir del interés de los colonos españoles en la explotación de las minas de oro cercanas, originalmente fue creado como pueblo minero. siendo uno de los municipios más antiguos del País. En el recuento de población de 1791 era un pueblo del curato de Goascorán, en esa época pertenecía a la Alcaldía Mayor de Tegucigalpa. Esta población ha sido edificada varias veces, la primera vez en el sitio de "Los Amates", después al Valle de Candelaria pero debido al clima insalubre fue trasladada en el lugar de Pueblo Viejo y por último al lugar que hoy ocupa. En la División Política de 1896 era uno de los Municipios que formaba el Distrito de Goascorán perteneciente a Choluteca. El 15 de septiembre de 1950 se le otorgó el título de ciudad.
El municipio cuenta con una fuerte actividad económica, la tercera en el departamento después de San Lorenzo y Nacaome.

## Educación
El distrito municipal de educación # 7 que corresponde a Langue cuenta con:
| Centros Educativo       | Cantidad |
| ----------------------- | -------- |
| Centros Escolares       | 69       |
| Escuelas Primarias      | 33       |
| Centros Básicos         | 5        |
| Jardines de niños       | 21       |
| Centros de IHNFA        | 6        |
| Escuelas PROHECOS       | 3        |
| Centro Privado “CRISMA” | 1        |

La Educación media es atendida por el Instituto Técnico Contable John F Kennedy.

## Economía
- Agricultura: maíz, maicillo, frijoles, arroz, etc.
- Ganadería: porcino y bovino artesanal; a nivel nacional Langue es el mayor productor de hamacas y lazos.

Cuenta con un mercado municipal, tiendas de ropa, reposterías, y una Cooperativa de Ahorro, Cooperativa de Consumo, Tiendas de consumos, servicios múltiples, Sala de Belleza, Ciber, Cafeterías, Posta Policial, Sastrerías, Farmacias, Clínicas, Iglesias Evangélicas, Católicas.
Hondutel, Almacenes, Telefonía, móvil, Oficina Nacional de correo, también cuenta con energía eléctrica y producción minera en las que se puede mencionar, la mina del Chaparral, el Cuyal, Apazala San Félix
Sociedad Civil agrupaciones magisteriales.

## Turismo
El municipio cuenta con una carretera pavimentada que empalma con la carretera Panamericana y otras calles del centro pavimentadas (actualmente)

### Tradiciones y Costumbres
- Feria Tradicional Langueña (14 y 20 de enero)
- Semana Santa: la feligresía católica celebra con devoción la semana de Pascua, con misas, procesiones, dramatizaciones, elaboración de alfombras, el toque de la matraca que sustituyen a las campanas en esa semana.
- Las palmas: celebraciones especiales dedicadas como homenajes póstumos a los niños fallecidos (angelitos) se realizan a las 7 y 30 días del deceso.
- La bajada de San Antonio; quizá la más sobresaliente y antigua tradición de  Languena es un acto religioso muy solemne que con gran fervor y devoción sus pobladores celebran todos los años en la fecha del 12 de junio, víspera de la Feria Patronal.
- Día de difuntos: la población urbana y rural del municipio, así como coterráneos procedentes de otros lugares del país, concurren desde muy tempranas horas de la madrugada del 1 al 2 de noviembre caravanas interminables se dirigen al campo santo o (cementerio) para permanecer cerca de sus deudos, llevándolos a sus tumbas, las plegarias, las flores del acuerdo y las velatorios y así reconfortar sus espíritus colocándoles ofrendas, lirios, repellando y pintando fosas mausoleos o lápidas que guardan celosamente el testimonio de su gran amor.
- Navidades, pobladores urbanos y rurales del municipio, se congregan familiarmente para celebrar la Nochebuena (nacimiento del niño Dios) el 24 de diciembre en horas de la noche y en las primeras horas del día siguiente, centenares de vecinos procedentes de las aldeas y caseríos llegan a la ciudad para visitar a sus familiares y amistades.

Y compartir con ellos visitando los “Nacimientos” y locales de diversión, durante la Navidad los parroquianos asisten a las iglesias de su predilección en donde celebran actos litúrgicos y pastorales, posteriormente, se realizan cenas con abundante gastronomía, bebidas favoritas, bailes populares etc. Dando rienda suelta a la alegría que antecede al nacimiento del Redentor.

## Transporte

### Terrestre
Actualmente existe la empresa de autobuses Langueños con ruta de Langue, Tegucigalpa, Progreso, Choluteca y las fronteras con: El Amatillo, frontera con El Salvador. Guasaule, frontera con Nicaragua.
Actualmente Langue también cuenta con Los Rapiditos de La Compañía ETIVSA de Don Francisco Reyes con la ruta de Langue hacia Tegucigalpa, Rapiditos de la Compañía TACA con ruta de Langue hacia Nacaome.

## División Política
Aldeas: 6 (2013)
Caseríos: 108 (2013)
| Código | Aldea                                |
| ------ | ------------------------------------ |
| 170701 | Langue                               |
| 170702 | Candelaria                           |
| 170703 | Concepción de María o Potrero Grande |
| 170704 | Los Llanos                           |
| 170705 | San Francisco N.º 2                  |
| 170706 | San Marcos o Tamayo                  |